# The Taint (film 1914)
The Taint è un film del 1914 prodotto dalla Pathé Frères e distribuito nelle sale nel novembre del 1914. Alcune fonti riportano il nome di Frank Powell come regista. Di genere drammatico, il film - prodotto dalla Pathé Frères - aveva come interpreti Helen Francis, Edward José, Ruby Hoffman (attrice teatrale, qui al suo primo film), Creighton Hale.

## Trama
Vera Knight, diventata assistente di madame Bartlett, una celebre biologa, intreccia una relazione con Paul Chilton, il suo segretario. L'uomo, giocatore accanito, però è una persona poco onesta: sottrae del denaro alla Bartlett e, quando Vera resta incinta, rimanda il matrimonio con lei. La biologa, che ha scoperto i suoi maneggi, minaccia di farlo arrestare per il furto se non regolarizzerà la sua posizione con Vera, che intanto ha avuto un bambino. Lui, quella sera, si introduce in biblioteca, dove tenta di distruggere i libri contabili per cancellare le prove delle sue malversazioni. Sorpreso dalla Bartlett, le spara, fuggendo poi via. Per l'omicidio è arrestata Vera che, sentito lo sparo, viene trovata sulla scena del delitto. Condannata, la donna passa vent'anni in carcere. Quando esce, ritorna in incognito alla fattoria dove aveva lasciato suo figlio Walter, cresciuto convinto che i suoi genitori siano i due agricoltori che lo hanno allevato. Diventato un uomo d'affari di successo, Walter sta per sposare la figlia del senatore Bristow. Vera, allora, decide di non rivelargli la propria identità. Messasi a lavorare per i servizi segreti, deve indagare su tale barone Metzger, che sta cercando di rubare dei piani governativi proprio al senatore. Scopre che Metzger non è altri che Chilton il quale coinvolge nelle sue trame Walter, ora genero del senatore, sfruttando la sua debolezza (che pare ereditaria) per il gioco d'azzardo. Il giovane, che ignora che quello è suo padre, collabora con lui ma, quando Bristow cade fuori da un'auto in corsa dopo un tentativo di drogarlo, Walter rompe con la spia. Chiton, in fuga, resta ucciso in un incidente ferroviario. Scagionato Walter dalle accuse, Vera si fa riconoscere dal figlio al quale può finalmente riunirsi.

## Produzione
La lavorazione del film, prodotto dalla Pathé Frères, durò dal luglio all'agosto 1914.
Il Motography del 29 agosto 1914 riportava che il regista Frank Powell aveva appena finito di girare la scena dell'incidente ferroviario, dove una locomotiva veniva distrutta davanti alla cinepresa. Posizionata vicino ai binari, su una piattaforma a pochi metri dal punto del deragliamento, la macchina da presa, con accanto regista e cameraman, venne quasi colpita dai detriti della locomotiva che, senza alcun controllo possibile, volarono da tutte le parti.

## Distribuzione
Distribuito dalla Eclectic Film Company, il film uscì nelle sale statunitensi nel novembre 1914. Ne venne fatta una riedizione, distribuita il 17 dicembre 1916.
Non si conoscono copie ancora esistenti della pellicola che viene considerata presumibilmente perduta.